# Joan Roig i Diggle
Joan Roig i Diggle,, né le 12 mai 1917 à Barcelone et mort le 12 septembre 1936 à Santa Coloma de Gramenet, est un jeune espagnol de 19 ans, assassiné par des miliciens républicains au cours de la guerre d'Espagne, à cause de sa foi catholique. Reconnu martyr par l'Église catholique, il est vénéré comme bienheureux.

## Biographie
Joan Roig i Diggle est né le 12 mai 1917 à Barcelone. Il suit sa scolarité chez les Frères des Écoles chrétiennes puis chez les Piaristes. Joan travaille ensuite dans un magasin de tissus, puis dans une usine. Il fait partie de la Fédération des Jeunes Chrétiens de Catalogne (ca). Il se démarque des autres par sa piété et notamment sa dévotion envers l'eucharistie. Tous les jours, avant le travail, il se rend à 7 heures à la messe. Face à l'instabilité politique de l'époque, Joan prépare ses camarades à mourir pour la foi catholique. L'un d'eux rapportera qu'il disait notamment : Si Dieu nous choisit, nous devrions être disposés à recevoir le martyre avec grâce et courage, comme il convient à tout bon chrétien. »
Le 20 juillet 1936, les miliciens républicains mettent le feu au siège de la Fédération des Jeunes Chrétiens. Alors que la Catalogne sombre dans la guerre civile, Joan encourage ses camarades, rend visite aux blessés à l'hôpital et enterre les morts. Les églises ayant été fermées, un prêtre confie à Joan une réserve d'hosties consacrées, pour aller de maison en maison donner la communion. À sa mère, qui s'inquiète pour sa vie, il répond : « Je ne crains rien, le Maître est avec moi.»
Dans la nuit du 11 au 12 septembre 1936, des miliciens républicains viennent l'arrêter chez lui. Ils l'emmènent au cimetière de Santa Coloma de Gramenet pour l'exécuter. Avant de mourir, Joan dit aux miliciens : « Que Dieu vous pardonne comme je vous pardonne ». Il est ensuite tué de cinq coups de fusil au cœur.

## Vénération

### Béatification

#### Reconnaissance du martyre
La cause pour la béatification et la canonisation de Joan Roig i Diggle est ouverte le 4 octobre 1999, à Barcelone. L'enquête diocésaine récoltant les témoignages sur sa vie et les conditions de sa mort se clôture le 16 mai 2001, puis est envoyée à Rome pour y être étudiée par la Congrégation pour les causes des saints.
Après le rapport positif des différentes commissions sur la sainteté et le martyre de Joan Roig i Diggle, le pape François reconnait, le 2 octobre 2019, qu'il est mort 'en haine de la foi', le déclarant ainsi martyr, et signe le décret permettant sa béatification.
Joan Roig i Diggle a été proclamé bienheureux au cours d'une messe célébrée à la Sagrada Familia de Barcelone le 7 novembre 2020.

### Culte
Le bienheureux Joan Roig i Diggle est fêté le 12 septembre. 
Son tombeau est exposé à la vénération des fidèles dans l'église Saint Pierre d'El Masnou.